# Sigourney Weaver
Sigourney Weaver (* 8. října 1949 New York, USA), rodným jménem Susan Alexandra Weaver, je americká herečka. Je považována za průkopnici ženských hrdinek ve sci-fi filmech. K jejím nejvýznamnějším rolím patří postava Ellen Ripleyové ve filmové sérii Vetřelec, díky které byla v roce 1986 nominována na Oscara v kategorii nejlepší herečka.

## Životopis
Narodila se v New Yorku jako Susan Alexandra Weaver bývalému prezidentovi televizní společnosti NBC Sylvesteru „Patu“ Weaverovi a anglické herečce Elizabeth Inglisové. V roce 1963 začala užívat jméno Sigourney, které převzala od Sigourney Howardové, jedné z vedlejších postav románu Velký Gatsby. V osmnácti letech byla v rámci dobrovolnického projektu v izraelském kibucu. Roku 1972 vystudovala bakalářský obor na Stanfordově univerzitě, o dva roky později magisterský obor na Yaleově univerzitě. Zde hrála spolu s Meryl Streepovou v muzikálu Stephena Sondheima The Frogs, volné adaptace Aristofanovy komedie Žáby. Později také účinkovala ve hrách svého přítele a spolužáka Christophera Duranga, například v komedii Beyond Therapy. V roce 1984 se provdala za divadelního režiséra Jima Simpsona.

## Kariéra
Zpočátku své kariéry spolupracovala s Woodym Allenem, za její první roli je často označována role ve filmu Annie Hallová z roku 1977. Přelomovou rolí se však pro ni stala postava Ellen Ripleyové ve filmu Vetřelec (1979) a v následujících třech dílech této série. Původně byla postava Ripleyové napsána pro Veronicu Cartwrightovou, tu však tvůrci nakonec obsadili do role navigátorky Lambertové. Ty Burr, novinář z listu The Boston Globe, o výkonu Weaverové v prvním filmu napsal: „Pozorovat ve Vetřelci vývoj Ellen Ripleyové jako postavy a zároveň Sigourney Weaverové jako hvězdy je opravdovým požitkem.“
O pokračování Vetřelci, režírovaném Jamesem Cameronem, napsal kritik Roger Ebert následující: „Weaverová, která je na plátně skoro pořád, předvádí silný a dojímavý výkon. Je poutem, které vše drží pohromadě.“ Po Vetřelcích ji následovaly další úspěchy, ať už po boku Mela Gibsona ve filmu Rok nebezpečného života či jako postava Dany Barrettové v Krotitelích duchů a Krotitelích duchů 2.
Na konci osmdesátých let účinkovala v dalších projektech, v nichž její herecké výkony kritika ocenila. V roce 1988 uspěla nejen jako primatoložka Dian Fosseyová ve filmu Gorily v mlze, ale i jako Katharine Parkerová ve filmu Podnikavá dívka, kde hrála po boku Harrisona Forda. Za výkony v obou rolích získala Zlaté glóby v kategorii Nejlepší herečka a Nejlepší herečka ve vedlejší roli. Za účinkování v těchto filmech byla také nominovaná na Oscara, v kategorii Nejlepší herečka za film Gorily v mlze a Nejlepší herečka ve vedlejší roli za film Podnikavá dívka.
V roce 1990 se jí narodila dcera, a tak si následně dala pauzu od filmového průmyslu a věnovala se rodině. Na stříbrná plátna se vrátila v roce 1992 ve Vetřelci 3 a filmu Ridleyho Scotta 1492: Dobytí ráje, kde ztvárnila postavu královny Isabelly. V první půli devadesátých let se Weaverová objevila v několika filmech, včetně snímku Dave s Kevinem Klinem a Frankem Langellou. V roce 1994 hrála v dramatu Romana Polanskiho Smrt a dívka jako Paulina Escobarová. Také hrála roli agorafobní kriminální psycholožky Helen Hudsonové ve filmu Vraždy podle předlohy (1995).

## Vybraná filmografie
- 1977 Annie Hallová (Alvyho přítelkyně před kinem)
- 1979 Vetřelec (Ellen Ripleyová)
- 1982 Rok nebezpečného života (Jill Bryantová)
- 1984 Krotitelé duchů (Dana Barrettová)
- 1985 Jedna nebo dvě ženy (Jessica Fitzgeraldová)
- 1986 Půlměsíční ulice (Lauren Slaughterová)
- 1986 Vetřelci (Ellen Ripleyová)
- 1988 Gorily v mlze (Dian Fosseyová)
- 1988 Podnikavá dívka (Katharine Parkerová)
- 1989 Krotitelé duchů 2 (Dana Barrettová)
- 1992 1492: Dobytí ráje (královna Isabela)
- 1992 Vetřelec 3 (Ellen Ripleyová)
- 1993 Dave (Ellen Mitchellová)
- 1994 Smrt a dívka (Paulina Escobarová)
- 1995 Jeffrey (Debra Moorhouseová)
- 1995 Vraždy podle předlohy (dr. Helen Hudsonová)
- 1997 Ledová bouře (Janey Carverová)
- 1997 Sněhurka – Příběh hrůzy (Claudia Hoffmanová)
- 1997 Vetřelec: Vzkříšení (Ellen Ripleyová)
- 1999 Galaxy Quest (Gwen DeMarcová/poručík Tawny Madisonová)
- 1999 Mapa mého světa (Alice Goodwin)
- 2000 Společník (Daisy Quimpová)
- 2001 Před svatbou ne! (Angela Nardinová/Max Connersová/Olga Ivanovová)
- 2002 Chlapi (Joan)
- 2002 Cucák (Eve Grubmanová)
- 2003 Díry (Warden Walkerová)
- 2004 Obyčejní hrdinové (Sandy Travisová)
- 2004 Vesnice (Alice Huntová)
- 2006 Sněhový dort (Linda)
- 2006 Pochybná sláva (Babe Paleyová)
- 2008 Úhel pohledu (Rex Brooksová)
- 2008 Baby Máma  (Chaffee Bicknellová)
- 2008 Prosíme přetočte (slečna Lawsonová)
- 2008 Příběh o Zoufálkovi (vypravěčka)
- 2008 VALL-I (počítač lodi Axiom)
- 2009 Avatar (dr. Grace Augustineová)
- 2009 Modlitby za Bobbyho (Mary Griffithová)
- 2011 Paul (velký chlápek)
- 2012 Chata v horách (ředitelka)
- 2012 Červená světla (Margaret Mathesonová)
- 2012 S ledovým klidem (Jean Carracková)
- 2016 Hledá se Dory (cameo, Sigourney Weaverová)
- 2022 Avatar: The Way of Water (Kiri a Dr. Grace Augustinová)